# Amphisbaenia
Le anfisbene (Amphisbaenia Gray, 1844) costituiscono un infraordine di rettili fossori, composto da quasi 200 specie riunite in 6 famiglie.

## Descrizione
Tutte le specie hanno aspetto vermiforme e ad eccezione dei Bipedidae del Messico, dotati di due arti anteriori ben sviluppati, tutte le altre specie sono apode.
La lunghezza delle varie specie varia da 10 a 70 cm. Il corpo è ricoperto da squame anulari. Il cranio è rigido e compatto e viene utilizzato per perforare il terreno.

## Distribuzione e habitat
La maggior parte delle specie sono distribuite in Sudamerica e in Africa tropicale; alcune specie sono presenti in America settentrionale (Messico e Florida), nei Caraibi, in alcune aree del bacino mediterraneo (penisola iberica, Marocco, Algeria, Grecia, Asia minore e Medio Oriente) e della penisola Arabica.

## Tassonomia
Il sottordine comprende le seguenti famiglie:
- Amphisbaenidae Gray, 1865
- Bipedidae Taylor, 1951
- Blanidae Kearney, 2003
- Cadeidae Vidal & Hedges, 2008
- Rhineuridae Vanzolini, 1951
- Trogonophiidae Gray, 1865